# Mrs. Wiggs of the Cabbage Patch (film fra 1919)
Mrs. Wiggs of the Cabbage Patch er en amerikansk stumfilm fra 1919 af Hugh Ford.

## Medvirkende
- Marguerite Clark som Lovey Mary
- Mary Carr som Nancy Wiggs
- Vivia Ogden som Tabitha Hazy
- Gladys Valerie som Maggie Duncan
- Gareth Hughes som Billy Wiggs